# Fada
Fada (en árabe فادا) es una ciudad de Chad, capital de la región de Ennedi Oeste (creada en 2012 por la división de la antigua región de Ennedi), en el norte del país.
Situada en la meseta de Ennedi, tiene una población de 2376 habitantes (2005). Es conocida por las pinturas rupestres del cercano Guelta de Archei, por otra parte uno de los humedales más destacados del Sáhara.
La ciudad fue escenario de la conocida como Batalla de Fada durante la Guerra de los Toyota en 1987.
La población cuenta con un aeropuerto local.